# Fonografvalse
En fonografvalse er en valse udformet af voks, hvor lyden kan indgraveres i overfladen. Valsen blev opfundet af Edison i 1877. Indspilning foregår med en fonograf, hvor lyden transmitteres via en stor tragt til en nål og med nålen graveres ind i voksen.